# NGC 3904
NGC 3904 (другие обозначения — ESO 440-13, MCG −5-28-9, PGC 36918) — эллиптическая галактика (E2) в созвездии Гидра.
Этот объект входит в число перечисленных в оригинальной редакции «Нового общего каталога».
В галактике вспыхнула сверхновая SN 1971C. Её пиковая видимая звёздная величина составила 15,3
Галактика NGC 3904 входит в состав группы галактик NGC 3923. Помимо NGC 3904 в группу также входят NGC 3923, ESO 440-6, ESO 440-27 и ESO 504-30.